# Wickenby
Wickenby is een civil parish in het bestuurlijke gebied West Lindsey, in het Engelse graafschap Lincolnshire. In 2001 telde het dorp 217 inwoners. Wickenby komt in het Domesday Book (1086) voor als 'Wichingebi' / 'Whighingesbi'. Zij telde toen 15 huishoudens.